# 札幌コミュニティドーム

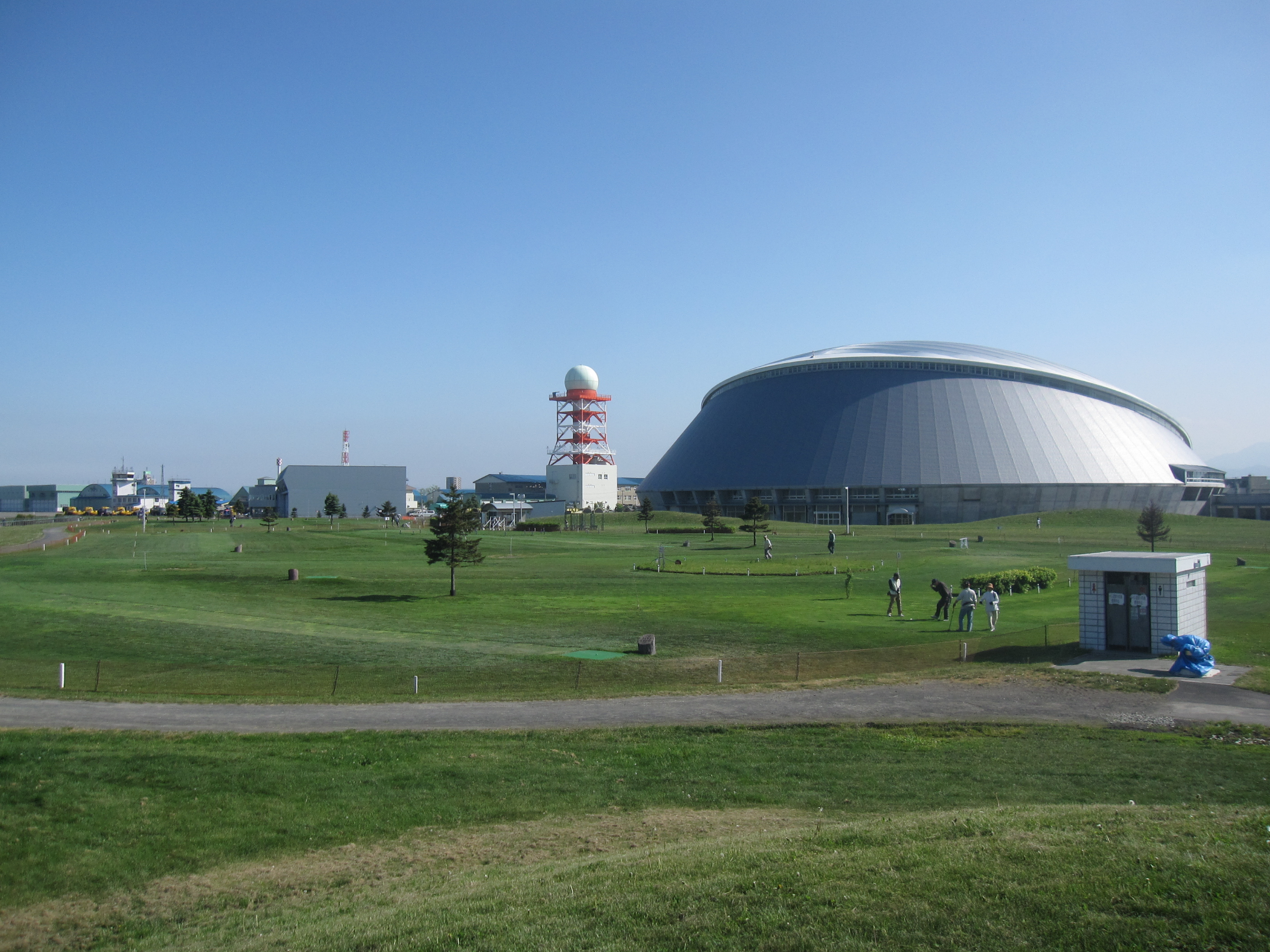
パークゴルフ場とコミュニティドーム（2012年6月）

札幌コミュニティドーム（さっぽろコミュニティドーム）は、北海道札幌市東区にある多目的施設。愛称はつどーむ。

## 概要
1991年の札幌市五カ年計画にて草野球などに対応した市民向けの小型のドーム施設「コミュニティドーム」計画が盛り込まれ、市営地下鉄の利用促進も目論む形で地下鉄沿線での建設を図り西区農試公園、東区丘珠空港近辺の農地を建設候補地に指定、1993年12月に完成した農試公園のドーム「農試公園屋内広場 ツインキャップ」に続き、1995年8月に着工、1996年6月15日に開館。
「札幌市スポーツ交流施設」の屋内施設であり、周辺には球技場、テニスコート、パークゴルフ場などの屋外施設も整備している、1,200人の観客席を設けたアリーナには人工芝のグラウンドを設置しており、軟式野球やソフトボール、サッカー、各種レクリエーションやイベントなどに利用することができる。各種スポーツ教室を開催しているほか、高野進監修による『さっぽろ・アスレティクスアカデミー』（SPAA）実施会場にもなっている。
公募で決定された愛称「つどーむ」は「集う」と「ドーム」を合わせた物とし、この他最終候補には玉葱の栽培が盛んな東区に因んだ「オニオンドーム」も挙げられていた。

## 施設
- 屋内アリーナ（野球、サッカー、フットサル4面、テニス8面）
- 観客席
- 多目的見学席
- 特別室 (33 m²)
- 会議室A・B・C (33 m² × 3)
- ミーティングルーム (58 m²)
- 救護室
- 放送室
- トレーニング室 (240 m²)
- ランニングコース (1周400 m)
- 幼児コーナー (33 m²)
- 売店
- レストラン
- ロビー
- ギャラリー
- 更衣室
- シャワー室

## イベント実績
東区の『成人式』会場として使用しているほか、『GOLDENマーケット』やスタジオYOUによる同人誌即売会『おでかけライブ』、『中古車市』などを開催している。コンサート会場としてはB'z（1999年・2000年）、SMAP（2000年）、モーニング娘。（2003年）などが使用している。プロレスは、2003年（平成15年）に冬木軍プロモーション（後のアパッチプロレス軍）と吉本女子プロレスJd'（後のJDスター女子プロレス）による合同興行を開催している。2005年（平成17年）から2007年（平成19年）までは『札幌オートサロン』を開催していた。2009年（平成21年）から『さっぽろ雪まつり』第2会場として使用している。

## アクセス
丘珠空港（札幌飛行場・陸上自衛隊丘珠駐屯地）に隣接している。
- 北海道中央バス（石狩営業所）「つどーむ前」バス停下車
- 札幌市営地下鉄東豊線栄町駅から徒歩8分
- 駐車場：306台（身障者用8台含む）